# Torreorsina
Torreorsina (oppure Torre Orsina) è una frazione del comune di Terni, in provincia di Terni, situata a 11 km dal capoluogo. L'abitato sorge sulla sommità del colle Santa Maria (326 m s.l.m.). Secondo i dati del censimento del 2001, gli abitanti sono 281.

## Storia
L'antico borgo medievale, arroccato su di un colle come tutti gli altri centri storici della Valnerina, dista appena 11 km dalla città di Terni. Le sue origini si fanno risalire all'XI secolo quando, dopo la distruzione del castello di Collestatte per mano di un esercito al soldo dell'Abate di Farfa, tredici famiglie si trasferirono sul vicino Colle (o Monte) Santa Maria, costruendo un agglomerato che prese il nome di Villa Sanctae Mariae. Distrutto nel 1264, durante le lotte tra guelfi e ghibellini, nel 1270 la Comunità di Collestatte dona al ducato di Spoleto il poggio con i ruderi di Santa Maria per erigervi nuove fortificazioni.
Attorno ad una torre superstite, le poche famiglie rimaste costruirono il Castrum Turris, che dal 1271 diviene un unico feudo insieme a Collestatte, feudo retto dalla famiglia Orsini del ceppo detto di Castello. Nel 1586 il paese ottiene dal proprio signore, Corradino Orsini duca di Bomarzo, un proprio sigillo con stemma araldico, composto da una torre sormontata da una rosa con intorno la scritta TVRRIS VRSINAE.
Nel 1627 Turris Ursinae ottiene l'autonomia da Collestatte e per tre secoli tiene liberi Consigli finché il suo territorio non viene aggregato, nel 1927, a quello del Comune di Terni. Torre Orsina rimane in mano degli Orsini di Castello fino al 1640, quando Orazio Orsini vende la sua parte di feudo ai Guidi di Bagno; nel 1656 passa poi ai Mattei Orsini, duchi di Paganica, e successivamente al Conte Cerbelli di Nepi, che lo cede nel 1752 ai conti Manassei di Terni. Questi avevano già dal 1662 acquistato la metà della giurisdizione su Collestatte e Torre Orsina, nelle parti di proprietà degli Orsini di Monterotondo, dei Sassatelli di Imola, dei Valignani di Chieti e dei Savelli di Roma.
Già comune autonomo, denominato Torre Orsina e facente parte fino al 1927 della provincia di Perugia, fu accorpato nello stesso anno dall'attuale comune.

## Economia
L'economia della frazione dipendeva, in passato, dalla coltivazione dei campi, dall'allevamento e dalla coltivazione degli ulivi. Dopo la seconda guerra mondiale la popolazione del borgo ha spostato il proprio interesse verso l'industria e verso la città di Terni.
Con l'istituzione dell'area protetta del Parco fluviale del Nera, nel 1995, c'è stata un'inversione di tendenza della popolazione locale che è tornata a guardare cautamente all'agricoltura specie a quella di tipo biologico.

## Festività
Il paese ricorda e festeggia due santi patroni: san Rocco e san Teodoro martire. Le celebrazioni religiose e commemorative iniziano il 16 agosto con san Rocco e si concludono una settimana più tardi con san Teodoro. Durante questi sette giorni di festa il borgo affianca ai riti religiosi momenti di allegria e convivialità con le rievocazioni storiche in costume del '700, con spettacoli e degustazioni culinarie.

## Monumenti e Luoghi di interesse
Sulla piazza principale di Torreorsina, dedicata a san Rocco, patrono del paese, si affaccia la tardo-rinascimentale chiesa di Santa Maria Assunta (prima dedicata a san Rocco), costruita nel 1580 che all'interno presenta una navata unica con transetto e cappelle laterali tutta coperta da volta a botte. La cupola poggia all'incrocio con il transetto; uno schema architettonico confacente alle esigenze controriformistiche scaturite dal Concilio di Trento. Sull'altare maggiore una Gloria di San Rocco, di scuola romana. Sotto l'altare è conservato il corpo del soldato martire Teodoro, estratto dalle catacombe di San Saturnino, ossia cimitero di Trasone in Roma, donato al clero di Torreorsina nel 1764. L'anno seguente viene acclamato compatrono e nel 1769 ne viene ordinata la statua lignea a Matteo scultore tedesco in Roma, vestita di una tunica impreziosita dai gioiellieri romani Carlo Sartori e Filippo Pozzi. Altra interessante tela raffigura la Madonna con Bambino tra i SS.Giuseppe e Giovanni Battista.
Notevole per la sua fattura ed unica fra i paesi dei dintorni è la porta rinascimentale in travertino bianco, voluta dagli Orsini a chiusura del Borgo quando ne ampliarono il recinto murario. Il nucleo medievale si sviluppa in forma ellittica con vicoli e caratteristici archi che si diramano a partire dal fulcro centrale costituito dall'antica parrocchiale di Santa Maria de Turre, oggi chiamata S. Antonio. Nel Borgo costituito da palazzi costruiti tra il XVI e il XVIII secolo spicca il Palazzo feudale innalzato dagli Orsini, ma il cui aspetto settecentesco si deve alla trasformazione voluta dai Manassei con uno splendido salone nobile completamente affrescato intorno al 1765, con vedute di Collestatte e Torre Orsina e, sulla piazzetta il Casino Manassei costruito nel 1778 con un orologio a sei ore sul fastigio.
Sul colle superiore da cui si gode la veduta panoramica della Cascata delle Marmore, e di tutti i paesi limitrofi che sorgono lungo la valle del Nera, è stato realizzato un museo all'aperto con tredici opere scultoree di Aurelio de Felice, nativo di questi luoghi.

### Lista dei monumenti e luoghi notevoli
- La chiesa di Santa Maria Assunta;
- La fontana in piazza S. Rocco;
- La chiesa di Sant'Antonio;
- Porta d'ingresso al borgo;
- Palazzo e Casino Manassei;
- Le caratteristiche costruzioni medievali addossate l'una all'altra dette "buchi";
- Il sentiero panoramico degli scoglietti;
- Il parco "Aurelio De Felice".

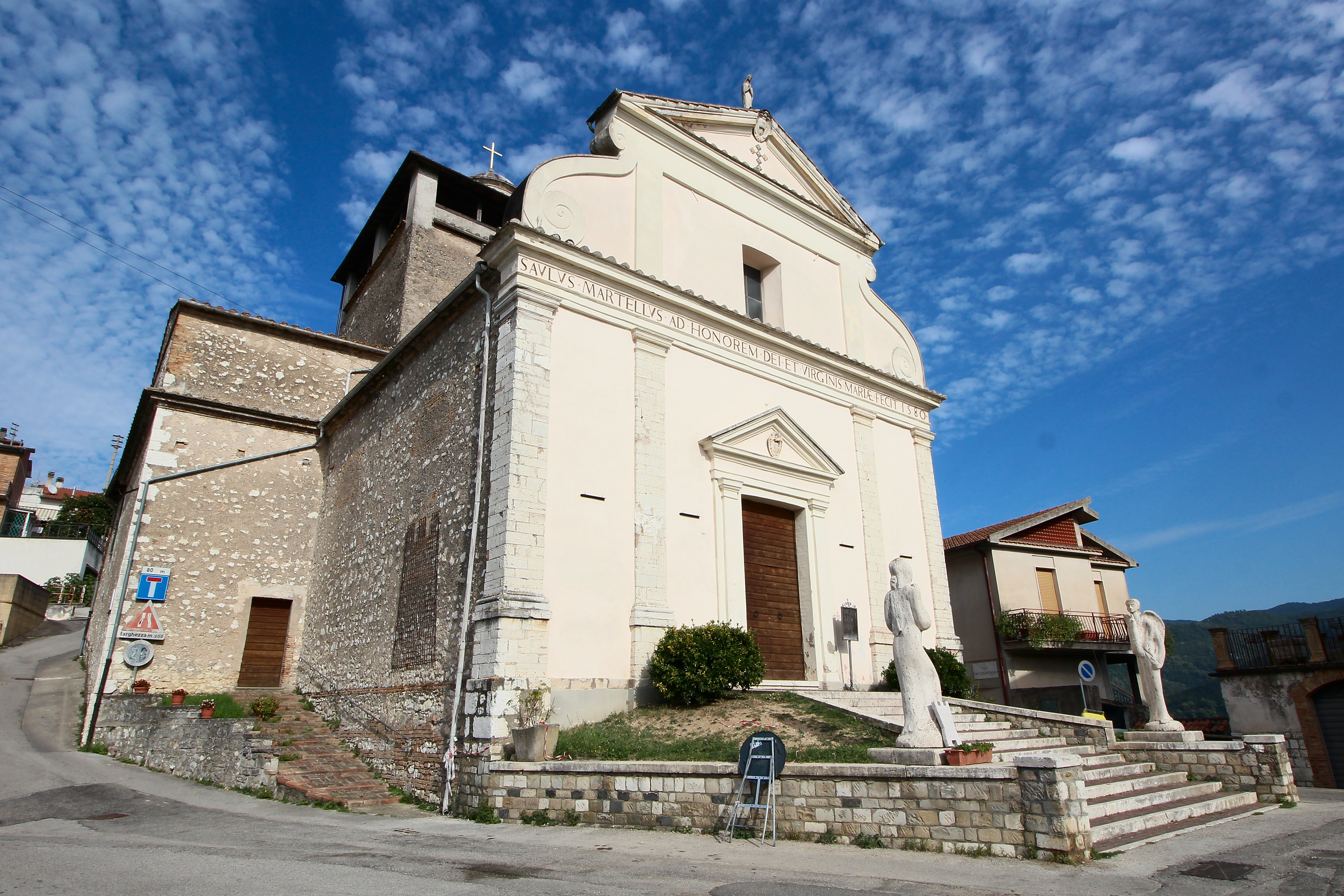
La chiesa di Santa Maria Assunta
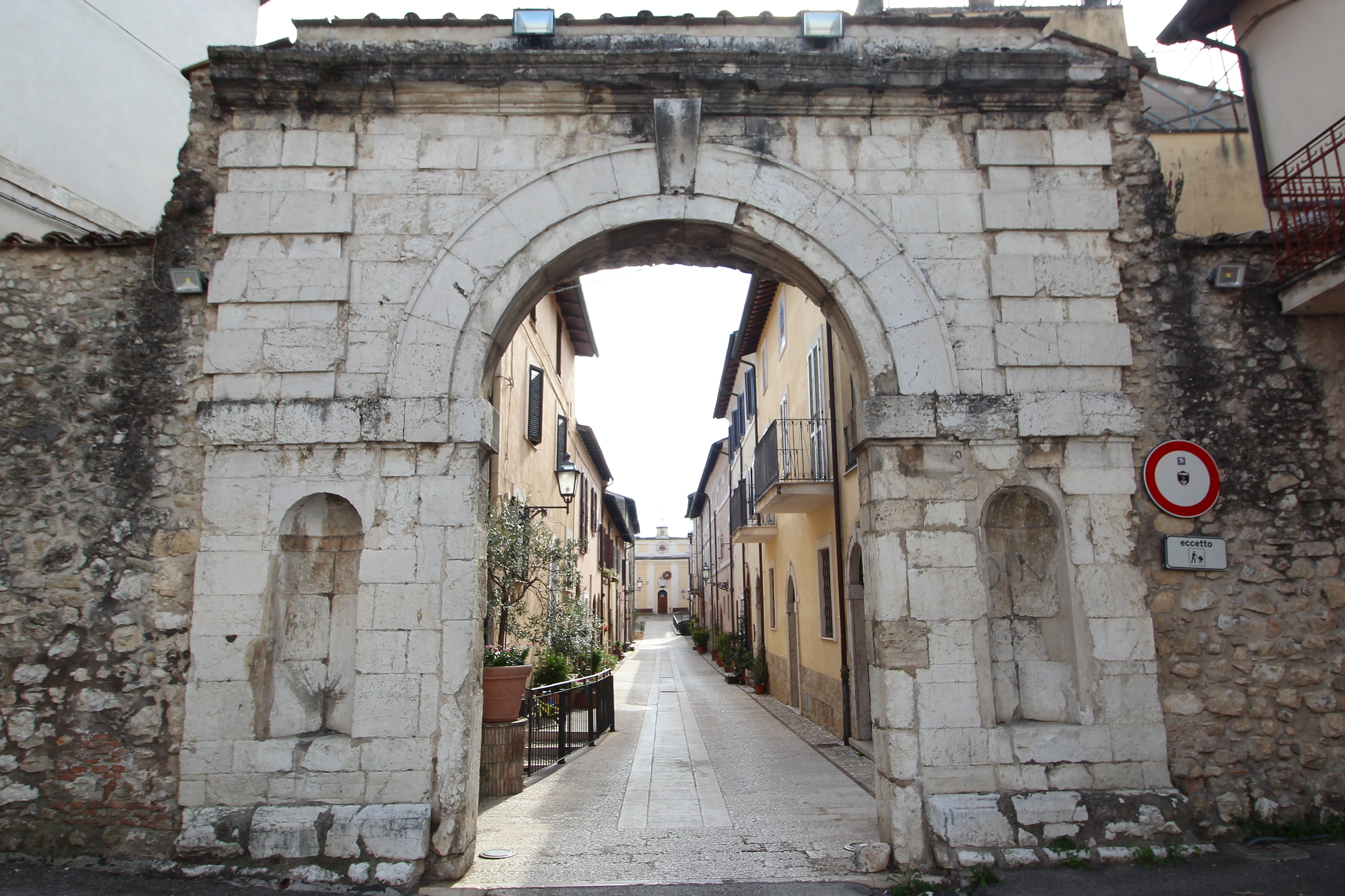
Porta al Borgo e Via Borgo Cavour
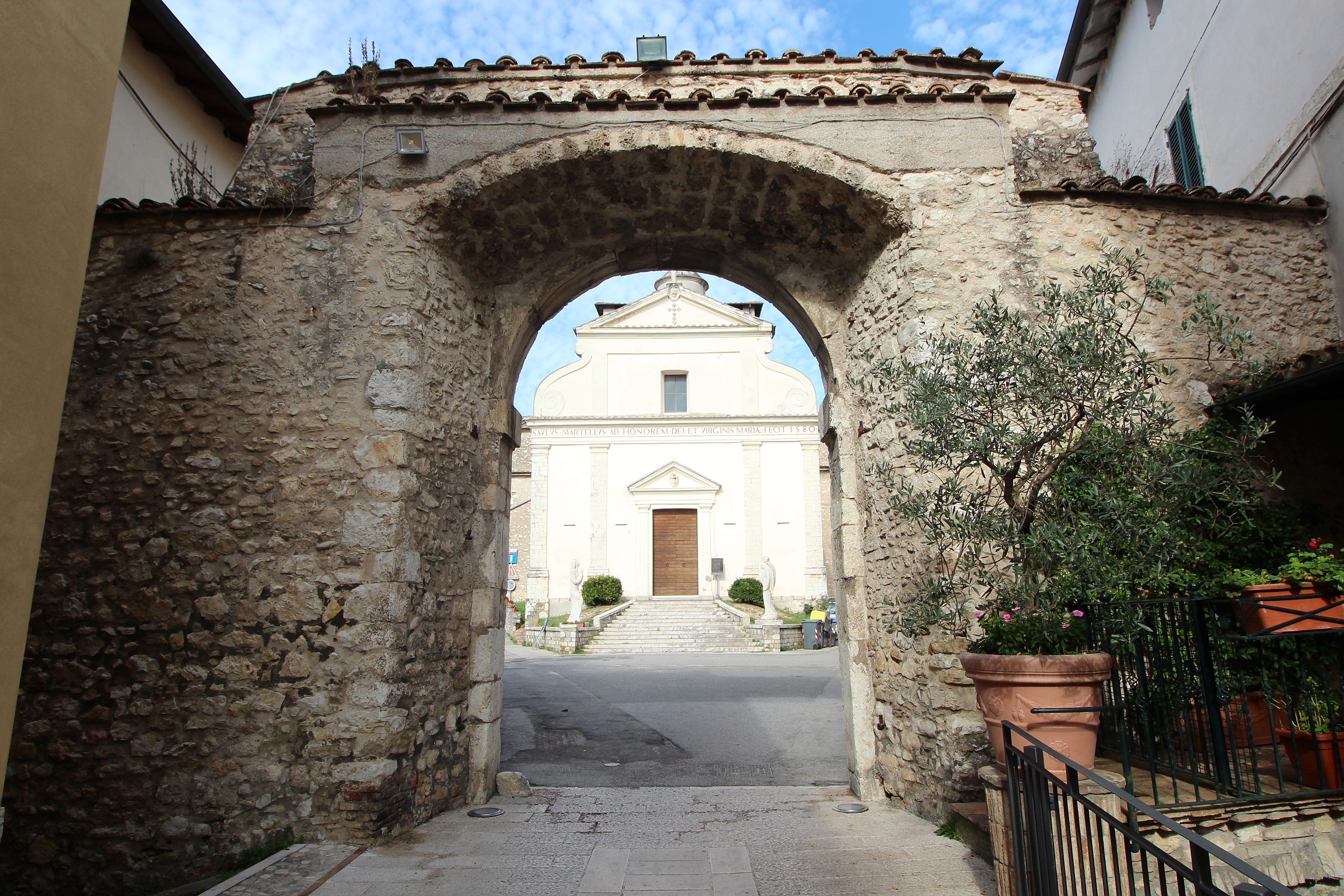
Porta al Borgo e la chiesa di Santa Maria Assunta
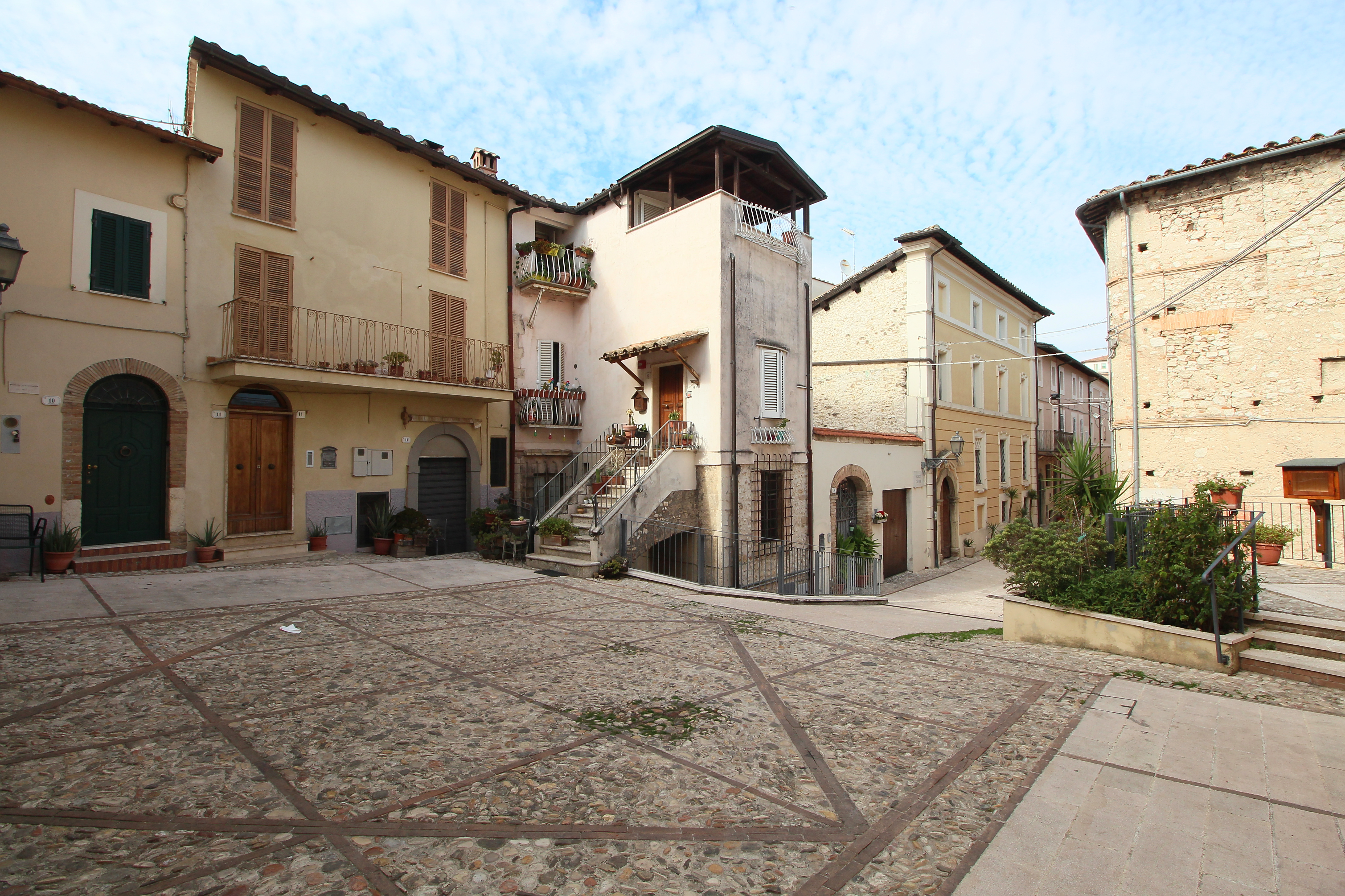
Il borgo
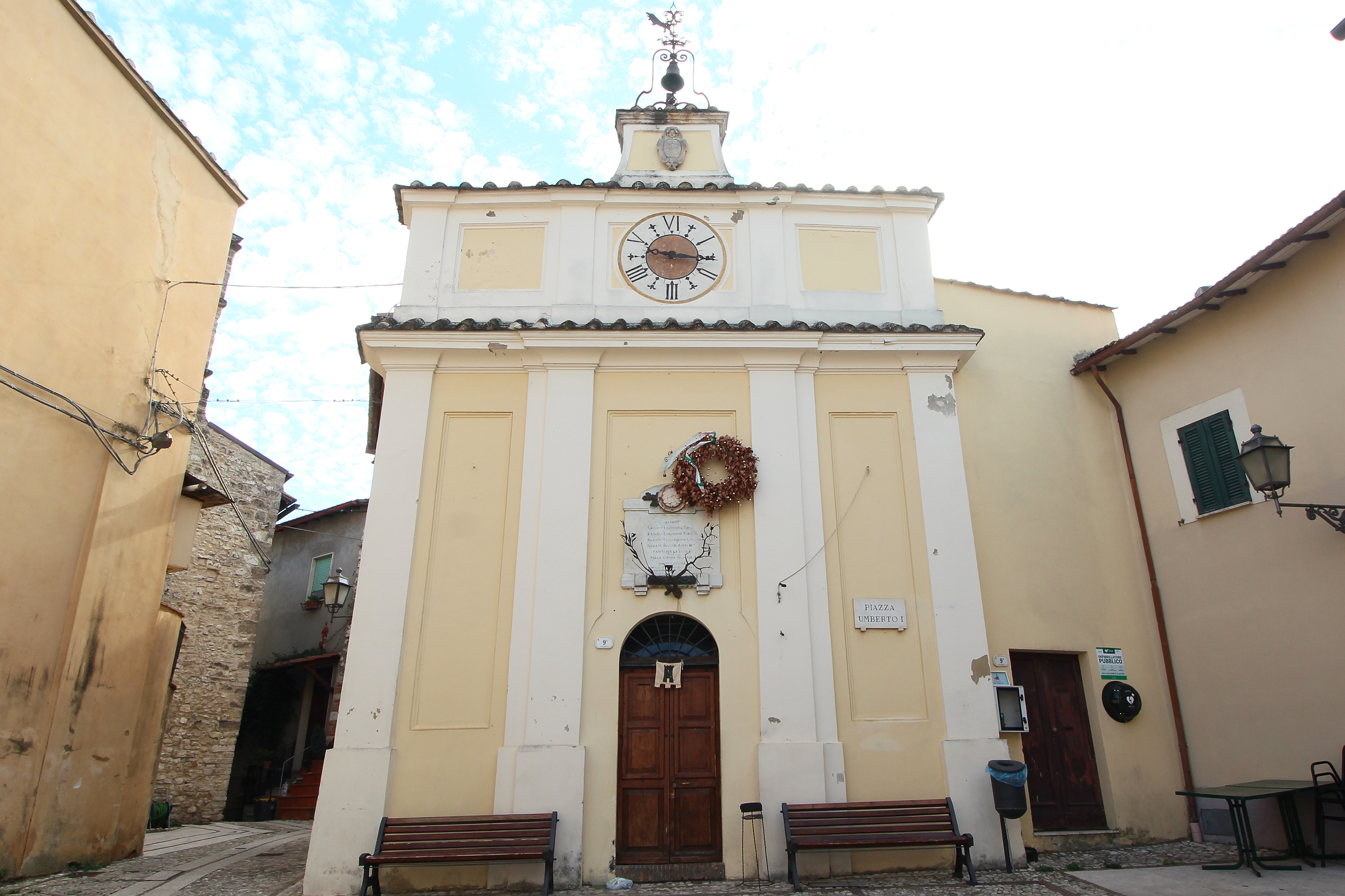
Casino Manassei
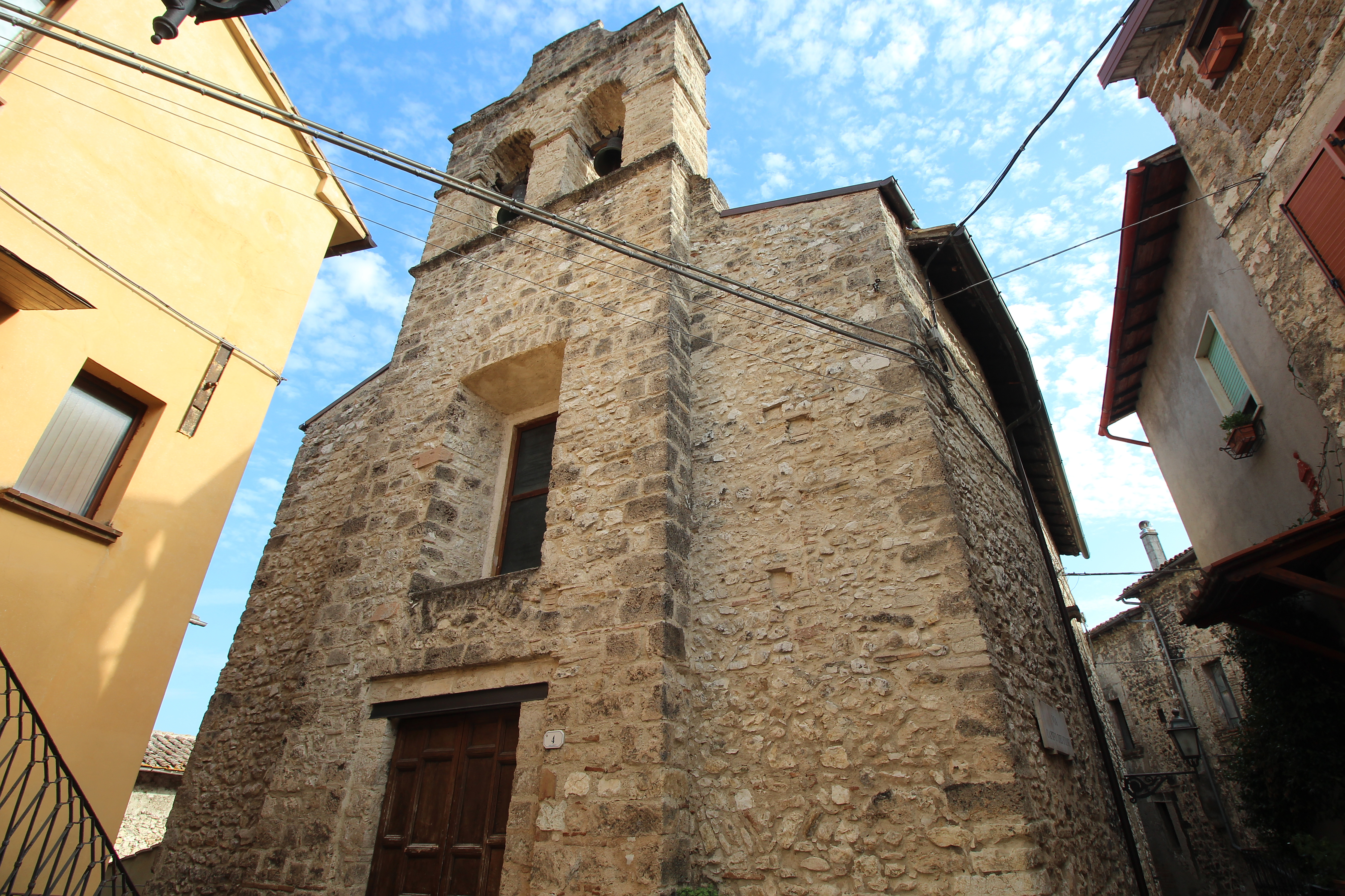
La chiesa di Sant'Antonio

## Infrastrutture e trasporti
Torre Orsina è servita da una delle linee più importanti di Terni: la linea 7. Questa linea collega il centro alla Cascata delle Marmore passando per Papigno e raggiungendo Torre Orsina come capolinea.
Attraversata dalla strada statale 209 "Valnerina", Torreorsina era servita, nel periodo compreso tra il 1909 e il 1960, dalla tranvia Terni-Ferentillo, un'infrastruttura nata per agevolare il trasporto delle merci e delle persone lungo la valle della Nera che risultò determinante ai tempi dell'industrializzazione della stessa.